# Alexander S. Webb
Pour les articles homonymes, voir Webb.
Alexander Stewart Webb, né le 15 février 1835 à New York et mort le 12 février 1911 dans le Bronx, est un général de l'armée des États-Unis. Après la guerre de Sécession, il est président du City College of New York entre 1869 et 1902.

## Biographie
Pendant la bataille de Gettysburg, il reçoit la Medal of Honor.
Il est président du City College of New York entre 1869 et 1902.

## Distinctions
- Medal of Honor (États-Unis)

## Postérité
Le rôle de Webb est interprété par l'historien Brian Pohanka (en) dans le film Gettysburg (1993), sans que cela soit crédité.
Une statue d'Alexander S. Webb se trouve sur le campus du City College of New York.